# Saint-Clément-des-Baleines
Saint-Clément-des-Baleines là một xã ở tỉnh Charente-Maritime thuộc vùng Nouvelle-Aquitaine tây nam nước Pháp. It is situated on the Île de Ré.
- Xã của tỉnh Charente-Maritime